# Az 1908. évi nyári olimpiai játékok éremtáblázata
Az 1908. évi nyári olimpiai játékok éremtáblázata az 1908. évi nyári olimpiai játékokon érmet nyert nemzeteket tartalmazza. A sorrendet a több nyert aranyérem, ennek egyenlősége esetén a több nyert ezüstérem, ennek egyenlősége esetén a több nyert bronzérem, illetve mindhárom szám egyenlősége esetén az ABC-sorrend határozza meg. A sorrend nem jelenti a részt vevő országok hivatalos – a Nemzetközi Olimpiai Bizottság szerinti – sorrendjét.
(A táblázatban Magyarország és a rendező nemzet csapata eltérő háttérszínnel, az egyes számoszlopok legmagasabb értéke vagy értékei vastagítással kiemelve.)
| Az 1908. évi nyári olimpiai játékok éremtáblázata | Az 1908. évi nyári olimpiai játékok éremtáblázata | Az 1908. évi nyári olimpiai játékok éremtáblázata | Az 1908. évi nyári olimpiai játékok éremtáblázata | Az 1908. évi nyári olimpiai játékok éremtáblázata | Olimpia  |
| ------------------------------------------------- | ------------------------------------------------- | ------------------------------------------------- | ------------------------------------------------- | ------------------------------------------------- | -------- |
|                                                   | Ország                                            | Arany                                             | Ezüst                                             | Bronz                                             | Összesen |
| 1.                                                | Nagy-Britannia (GBR)                              | 56                                                | 51                                                | 39                                                | 146      |
| 2.                                                | Egyesült Államok (USA)                            | 23                                                | 12                                                | 12                                                | 47       |
| 3.                                                | Svédország (SWE)                                  | 8                                                 | 6                                                 | 11                                                | 25       |
| 4.                                                | Franciaország (FRA)                               | 5                                                 | 5                                                 | 9                                                 | 19       |
| 5.                                                | Németország (GER)                                 | 3                                                 | 5                                                 | 5                                                 | 13       |
| 6.                                                | Magyarország (HUN)                                | 3                                                 | 4                                                 | 2                                                 | 9        |
| 7.                                                | Kanada (CAN)                                      | 3                                                 | 3                                                 | 10                                                | 16       |
| 8.                                                | Norvégia (NOR)                                    | 2                                                 | 3                                                 | 3                                                 | 8        |
| 9.                                                | Olaszország (ITA)                                 | 2                                                 | 2                                                 | 0                                                 | 4        |
| 10.                                               | Belgium (BEL)                                     | 1                                                 | 5                                                 | 2                                                 | 8        |
| 11.                                               | Ausztrálázsia (ANZ)                               | 1                                                 | 2                                                 | 2                                                 | 5        |
| 12.                                               | Oroszország (RUS)                                 | 1                                                 | 2                                                 | 0                                                 | 3        |
| 13.                                               | Finnország (FIN)                                  | 1                                                 | 1                                                 | 3                                                 | 5        |
| 14.                                               | Dél-afrikai Unió (RSA)                            | 1                                                 | 1                                                 | 0                                                 | 2        |
|                                                   |                                                   |                                                   |                                                   |                                                   |          |
| 15.                                               | Görögország (GRE)                                 | 0                                                 | 3                                                 | 0                                                 | 3        |
| 16.                                               | Dánia (DEN)                                       | 0                                                 | 2                                                 | 3                                                 | 5        |
|                                                   |                                                   |                                                   |                                                   |                                                   |          |
| 17.                                               | Cseh Királyság (BOH)                              | 0                                                 | 0                                                 | 2                                                 | 2        |
| Hollandia (NED)                                   | 0                                                 | 0                                                 | 2                                                 | 2                                                 |          |
| 19.                                               | Ausztria (AUT)                                    | 0                                                 | 0                                                 | 1                                                 | 1        |
|                                                   |                                                   |                                                   |                                                   |                                                   |          |
| Összesen                                          | Összesen                                          | 110                                               | 107                                               | 106                                               | 323      |